# Municipio de Washington (condado de Buchanan, Iowa)
El municipio de Washington (en inglés: Washington Township) es un municipio ubicado en el condado de Buchanan en el estado estadounidense de Iowa. En el año 2010 tenía una población de 4516 habitantes y una densidad poblacional de 47,99 personas por km².

## Geografía
El municipio de Washington se encuentra ubicado en las coordenadas 42°30′44″N 91°54′36″O / 42.51222, -91.91000. Según la Oficina del Censo de los Estados Unidos, el municipio tiene una superficie total de 94.1 km², de la cual 92,17 km² corresponden a tierra firme y (2,05 %) 1,93 km² es agua.

## Demografía
Según el censo de 2010, había 4516 personas residiendo en el municipio de Washington. La densidad de población era de 47,99 hab./km². De los 4516 habitantes, el municipio de Washington estaba compuesto por el 97,98 % blancos, el 0,33 % eran afroamericanos, el 0,07 % eran amerindios, el 0,38 % eran asiáticos, el 0,27 % eran de otras razas y el 0,97 % eran de una mezcla de razas. Del total de la población el 1,51 % eran hispanos o latinos de cualquier raza.